# Scott M. Matheson
Scott Milne Matheson, född 8 januari 1929 i Chicago, Illinois, död 7 oktober 1990 i Salt Lake City, Utah, var en amerikansk demokratisk politiker. Han var Utahs guvernör 1977–1985. Han var far till Jim Matheson.
Matheson utexaminerades från University of Utah och avlade sedan juristexamen vid Stanford University. Därefter inledde han sin karriär som advokat i Cedar City.
Matheson efterträdde 1977 Calvin L. Rampton som Utahs guvernör och efterträddes 1985 av Norman H. Bangerter.
Matheson avled 1990 i cancer och gravsattes på Parowan City Cemetery i Parowan.